# Kadetnica Maribor
Kadetnica Maribor (deutsch: Kadettenschule Maribor) ist der Name eines militärischen Gebäudekomplexes im Bezirk Tabor der Stadtgemeinde Maribor, Slowenien. Es handelt sich um eines der größten Gebäude aus der Mitte des 19. Jahrhunderts in Slowenien.

## Geschichte
Das Gebäude wurde zwischen 1853 und 1856 am damals noch weitgehend unbebauten rechten Ufer der Drau als eine der Kadettenschulen der österreichisch-ungarischen Monarchie errichtet. Der Plan für den monumentalen Bau stammte von den Wiener Architekten August Sic(c)ard von Sic(c)ardsburg und Eduard van der Nüll.
Bis in die 1840er Jahre beherbergte es verschiedene militärische und zivile Einrichtungen:
Kadettenschule (1856–1870 und 1894–1919), Kaserne (1870–1894), Reservelazarett (1878), Realschule (1913–1921), Offiziersschule  (1921–1941).
Während der deutschen Besatzung der Untersteiermark 1941 bis 1945 war die Unteroffiziersschule des 18. Wehrmachtsbezirks untergebracht. Von 1945 bis 1991 nutzte die jugoslawische Armee die Anlage. Danach stand es leer und verfiel. Zwischen 2000 und 2011 wurden das Gebäude und seine Umgebung umfassend renoviert. Die Anlage steht aus der Liste der schützenswerten kulturellen Einrichtungen.

## Beschreibung
Das viergeschossige, teilweise unterkellerte Gebäude mit Mansarde hat im Grundriss die Form des Buchstabens H. Der längere Mitteltrakt ist 29-achsig, die kürzeren Trakte sind 11 x 4-achsig. Der mittlere Teil des Längstraktes ragt deutlich hervor und ist leicht erhöht. Das Äußere zeichnet sich durch halbkreisförmige Fenster mit akzentuierten Rundbögen darüber aus, und die Scheitelwand ist mit einem für die Architektur der Mitte des 19. Jahrhunderts typischen Bogenfries verziert. Im oberen Teil der Fassade befinden sich „Türme“ und andere Stein- und Terrakottadekorationen.

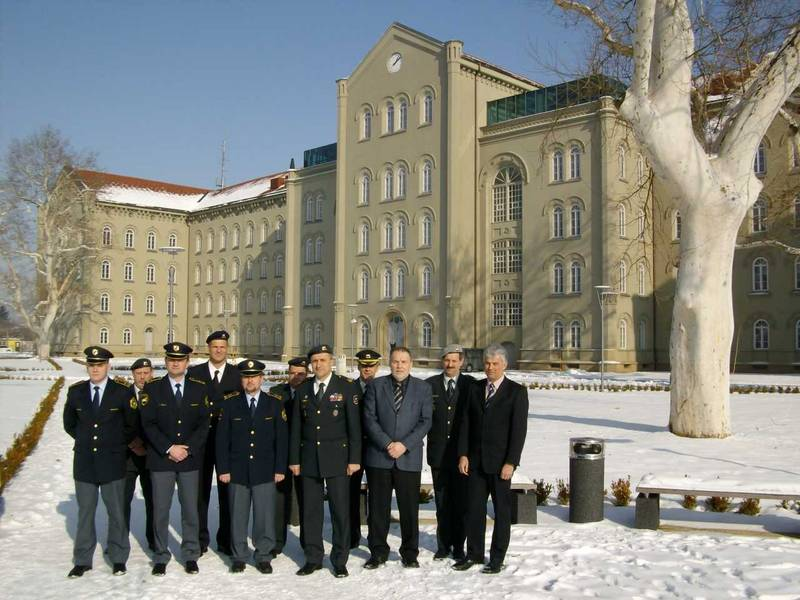
Kadetnica Maribor, 2010

## Aktuelle Nutzung
Seit Januar 2009 ist die Kadetnica Standort folgender Einrichtung der slowenischen Streitkräfte:
- Kommando für Lehre, Entwicklung, Bildung und Ausbildung,
- Zentrum für Lehre und Entwicklung,
- Offiziersschule,
- Kommando- und Stabsschule,
- Bibliothek und Informationszentrum,
- Slowenisches Militärmuseum[4]